# باستان‌غوکان
باستان‌غوکان یا باستان‌غوک‌سانیان (نام علمی: Archaeobatrachia) نام یک زیرراسته از راسته بی‌دمان است.